# Veronica Palm
 Der er for få eller ingen kildehenvisninger i denne artikel, hvilket er et problem. Du kan hjælpe ved at angive troværdige kilder til de påstande, som fremføres i artiklen.

Veronica Palm (født 1973) er en svensk politiker. Hun er socialdemokratisk medlem af det svenske folketing siden det svenske folketingsvalg i 2002. Hun er gift med Roger Mogert, ligeledes svensk socialdemokratisk politiker i Stockholm. Sammen har de tre børn.
Veronica Palm er født og opvokset i Linköping i Östergötlands Län, hvor hun tog studentereksamen i 1991 og derefter arbejdede som barnepige. Samtidigt læste hun samfundsvidenskab på en folkehøjskoler i Linköping og kvindevidenskab ved Linköpings Universitet. I 1996 var hun ansat ved det svenske finansministerium i Stockholm, men flyttede snart tilbage til Linköping og en stilling i fagforbundet LO, hvor hun var indtil 1998. I 1998 blev hun medlem af Europa-Parlamentet hvor hun var et år, hvorefter hun arbejdede i en Ngo i Stockholm i årene 1999 til 2002. Siden 2002 har hun været medlem af den svenske rigsdag, valgt i Stockholms valgkreds. Hun anser børns vilkår og rettigheder samt ligestilling i hele verden og menneskerettigheder som værende hendes mærkesager. Veronica Palm var viceordfører for socialudvalget 2008-2010 og medlem af udenrigsudvalget 2002-2008. Siden folketingsvalget i 2010 har hun været viceordfører for skatteudvalget.[kilde mangler] Hun beskrives som tilhørende partiets venstrefløj.